# Акуил, Авут Денг
Авут Денг Акуил (род. 1962, Южный Судан) — политик из Южного Судана, занимает пост министра в Министерстве общего образования и просвещения в обновлённом Переходном правительстве национального единства. Она первая женщина-министр образования Южного Судана и ранее, с августа 2019 года по март 2020 года, была министром иностранных дел и международного сотрудничества.
Авут Денг родилась в семье Денга Ачуила. Племя её отца жило на границе между нуэр и динка.

## Карьера
Денг начинала карьеру как лидер миротворческих усилий. Она участвовала в мирной инициативе Совета церквей Нового Судана, сыграла важную роль в Вунлитской мирной конференции 1999 года между нуэрами и динка. С 2000 по 2002 год Денг путешествовала по миру, выступая перед различными мировыми лидерами за попытки установления мира в Южном Судане. В 2002 году она была удостоена Гуманитарной премии за взаимодействие (Interaction Humanitarian Award) за свои усилия во имя мира.
Денг с 2002 по 2004 год участвовала в мирных переговорах в Кении. Эти переговоры привели к заключению Всеобъемлющего мирного соглашения в 2005 году. С 2005 по 2010 годы она занимала назначенную должность в Законодательном собрании Южного Судана в Джубе. Она также работала советником президента по гендерным вопросам и правам человека с 2005 по 2009 год. Денг стала соучредительницей Региональной конференции суданских католических епископов (Sudenese Catholic Bishops Regional Conference), Ассоциации суданских женщин в Найроби (Sudenese Women’s Association) и Голоса суданских женщин за мир (Sudenese Women’s Voice for Peace).
Денг с 2009 по 2011 год занимала пост министра труда и государственной службы Южного Судана, взяв на себя роль, которую ранее занимал Дэвид Денг Аторбе. 10 июля 2011 года она снова была назначена в кабинет министров Южного Судана. Денг была приведена к присяге в качестве министра труда и государственной службы 14 сентября 2011 года. В составе нового кабинета министров, сформированного в апреле 2016 года, Акуил была назначена министром по делам женщин, детей и социального обеспечения.
Денг также была членом парламента с 2010 года.
Она занимала пост министра иностранных дел с августа 2019 года по март 2020 года, когда её сменила Беатрис Вани-Ноа. Взамен она была назначена новым министром общего образования и просвещения.
Авут Денг участвует в инициативе Глобальное партнёрство в области образования как заместительница члена Попечительского совета (с 2020 года).